# Museo diocesano di Salerno
Il Museo diocesano San Matteo di Salerno ha sede nel palazzo del seminario arcivescovile che fu, precedentemente, l'ultima sede della scuola medica salernitana (quivi soppressa nel 1811) ed è punto di riferimento importante per la conoscenza della storia e della cultura campana dal medioevo al XVIII secolo.

## La sede
Il seminario di Salerno fu fondato dall'arcivescovo Gaspare Cervantes, a seguito delle prescrizioni dettate dal Concilio di Trento il 15 luglio 1563. Il luogo prescelto per la costruzione dell'edificio fu individuato in un'area a nord della Cattedrale e la sua realizzazione avvenne in maniera disorganica, tanto che si resero necessari svariati interventi di ristrutturazione nel corso dei secoli, fin quando l'arcivescovo Lupoli, nel 1832, fece sopraelevare il secondo piano e rifare l'intera facciata, determinando l'attuale conformazione dell'edificio.

## La storia

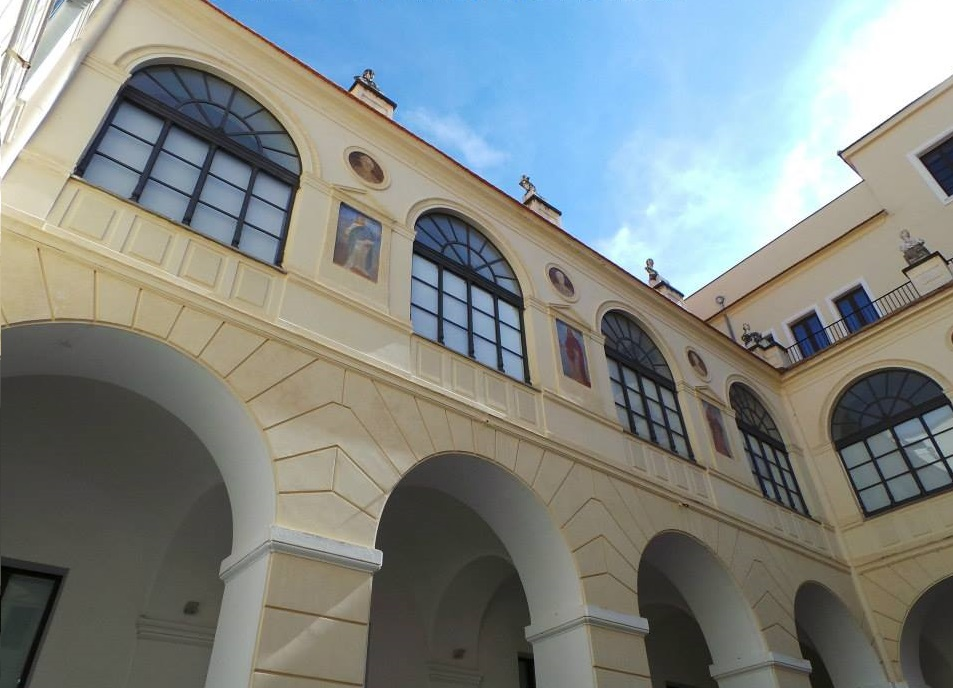
L'interno del Museo

Il Museo Diocesano San Matteo, insieme alla biblioteca e all'archivio diocesano, ha trovato la sua giusta collocazione nell'edificio che fino agli anni Ottanta del secolo scorso fu sede del seminario e che, grazie alla presenza delle tre prestigiose istituzioni, è divenuto un eminente polo culturale, riferimento della città e della Provincia. Nel 1980, a seguito degli eventi sismici che ne compromisero la statica l'edificio (ristrutturato più volte renderlo funzionale alle attività del Seminario), divenne sede del nuovo museo, dell'archivio e della biblioteca diocesana e fu interessato da importanti lavori di restauro curati dalla Soprintendenza per i B.A.A.A.S di Salerno e Avellino. La raccolta museale fu voluta negli anni '30 del secolo scorso dal monsignor Arturo Capone, che individuò opere d'arte estremamente interessanti conservate nella sagrestia e nella cappella del Tesoro della Cattedrale di Salerno, celate e non facilmente fruibili. Il museo venne quindi istituito nel 1935 e le preziose opere vennero esposte in un primo tempo solo in due piccole sale collocate nell'edificio a ridosso della navata sinistra della Cattedrale, ampliate successivamente da ulteriori ambienti. La collezione, considerata un'organica rassegna della produzione artistica dell'Italia meridionale dal Medioevo al XVIII secolo, venne trasferita nel 1990 nei locali dell'ex seminario, restaurati e ad essa destinati.
Dopo essere stato chiuso per diverso tempo con solo qualche apertura saltuaria, il Museo è stato definitivamente aperto al pubblico nel 2012 per volere del Mibac dopo una certosina programmazione museale da parte del soprintendente ai beni artistici Maura Picciau. Il 24 luglio 2013 è stata inaugurata una nuova sala completamente dedicata al Seicento e nell'occasione è stata presentata una guida breve a tutte le opere esposte.

## La collezione
Il nucleo iniziale della raccolta era costituito dalle opere d'arte donate dal marchese Ruggi d'Aragona e dall'arcivescovo Isidoro Sánchez de Luna, nonché da notevoli manufatti conservati nella sagrestia della Cattedrale. Fu arricchito nel tempo anche da altre opere provenienti da chiese della diocesi e da interessanti reperti acquistati sul mercato antiquario o provenienti da lasciti testamentari. Particolare rilievo rivestono le testimonianze di arte medioevale, frutto della temperie culturale che caratterizzò le regioni dell'Italia meridionale, al centro dei complessi rapporti commerciali ed intellettuali che si tenevano tra Oriente ed Occidente. Preziosissimo è il ciclo degli avori, che costituisce la più completa raccolta del Medioevo cristiano esistente al mondo risalente all'XI-XII secolo insieme al complesso degli undici fogli in pergamena miniata in cui è illustrata la preghiera dell'Exsultet, databili agli inizi del XIII secolo. La collezione museale testimonia con efficacia lo sviluppo della cultura figurativa meridionale, dalla tradizione orientale-bizantina agli influssi giotteschi, martiniani e vignonesi, agli echi della cultura improntata da artisti veneti, marchigiani e ferraresi. Il Cinquecento e le novità della pittura rinascimentale, espresso al sommo grado dall'arte di Raffaello, sono documentate dall'opera di Andrea Sabatini, i cui dipinti costituiscono un'ampia sezione del Museo. La raccolta seicentesca è composta quasi esclusivamente da opere napoletane, con una maggioranza di dipinti di cultura naturalistica e una piccola componente di cultura barocca. Il museo vanta inoltre una collezione di monete della Magna Grecia, della Repubblica di Roma, dell'Impero Romano e della Zecca di Salerno e un interessante lapidarium, con reperti databili tra il I secolo a.C. e il XVII secolo d.C. Un'ultima sezione, costituita da opere di interesse antiquario, è stata realizzata grazie al lascito testamentario di monsignor Arturo Carucci, direttore del museo per più di sessant'anni.

### Gli avori

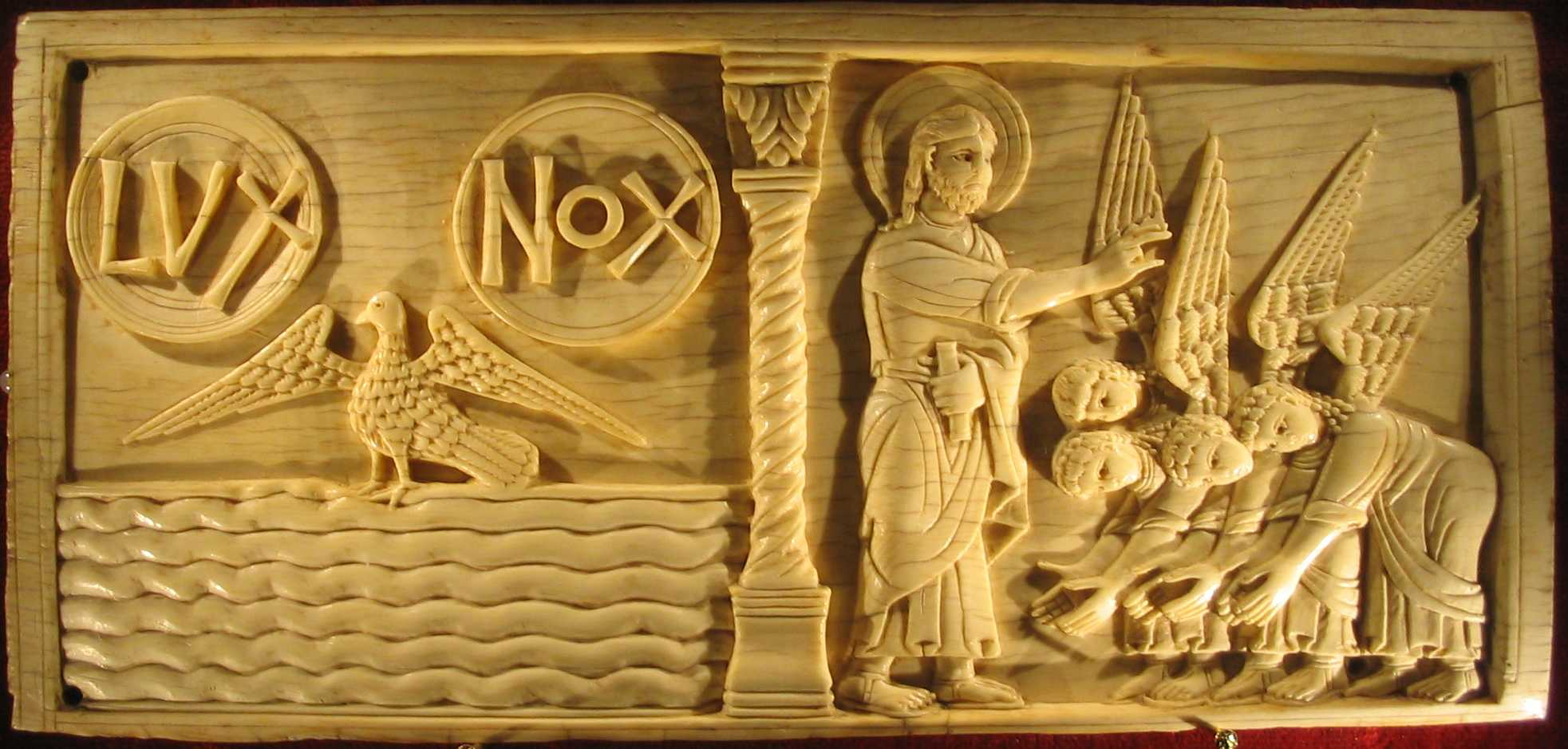
Avori Salernitani. Pannello raffigurante il primo giorno della creazione

Nella prima sala sono esposte le tavolette del prezioso ciclo eburneo provenienti dalla Cattedrale, citate per la prima volta in una visita pastorale del 1575: collocate nella cappella del Tesoro, alcune erano conservate nei cassetti, altre utilizzate per realizzare una cona. Nel XVIII secolo una parte di esse fu utilizzata per creare un paliotto del nuovo altare della Cappella, rimasto in situ fino all'istituzione del Museo. Spiccano nei fondali delle scene rappresentanti architetture tipicamente mediterranee che conferiscono all'opera una singolare caratterizzazione ambientale. La fattura, infatti, ascrivibile alla piena età romanica, è connotata da marcati riferimenti ad aree culturali diverse che legittimano i contrastanti punti di vista sulle origini dell'intero ciclo.
Tra l'Ottocento e l'ultima guerra, alcune delle formelle più preziose sono state "requisite" da collezionisti e/o dagli eserciti occupanti, ed attualmente si trovano divise tra Londra, New York, Parigi (Louvre) e Budapest.

### Il Medioevo

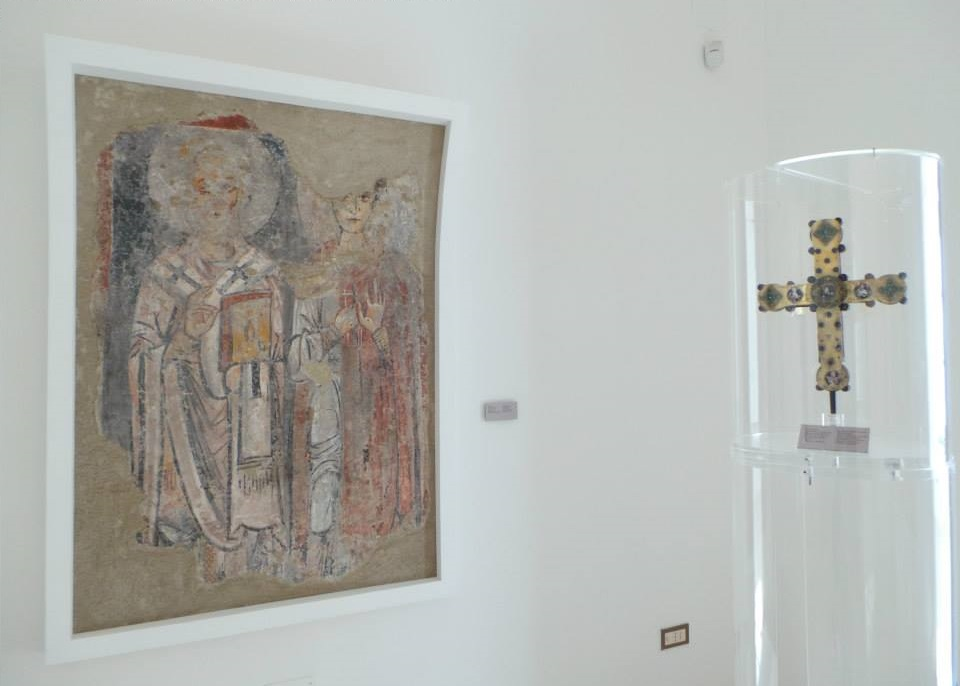
La sala del Medioevo

La seconda sala ospita opere provenienti dalla Cattedrale, da chiese di Salerno e da donazioni: risalta tra di esse la preziosa croce realizzata nell'XI secolo che, secondo la tradizione, Roberto il Guiscardo, principe di Salerno, portava con sé durante le battaglie. In esposizione anche il sigillo di Romualdo II Guarna, arcivescovo di Salerno dal 1153 al 1181, rinvenuto nel 1950 all'interno di un'urna-reliquario. L'arcivescovo Guarna è ricordato anche come munifico donatore del prezioso ambone posto sulla sinistra della navata centrale del Duomo di Salerno.
Risente ancora fortemente della tradizione bizantina l'affresco raffigurante San Nicola e San Giovanni Evangelista, che originariamente decorava la chiesa di Santa Maria de Lama. Pur rispecchiando gli stilemi delle croci umbro-laziali del XIII secolo, denuncia ascendenze bizantine anche il dipinto su tavola raffigurante Crocifisso e dolenti, originariamente collocato nella chiesa di San Benedetto, poi trasferito nella chiesa di Santa Maria della Pietà che da allora è intitolata al Santissimo Crocifisso.

### L’Exultet

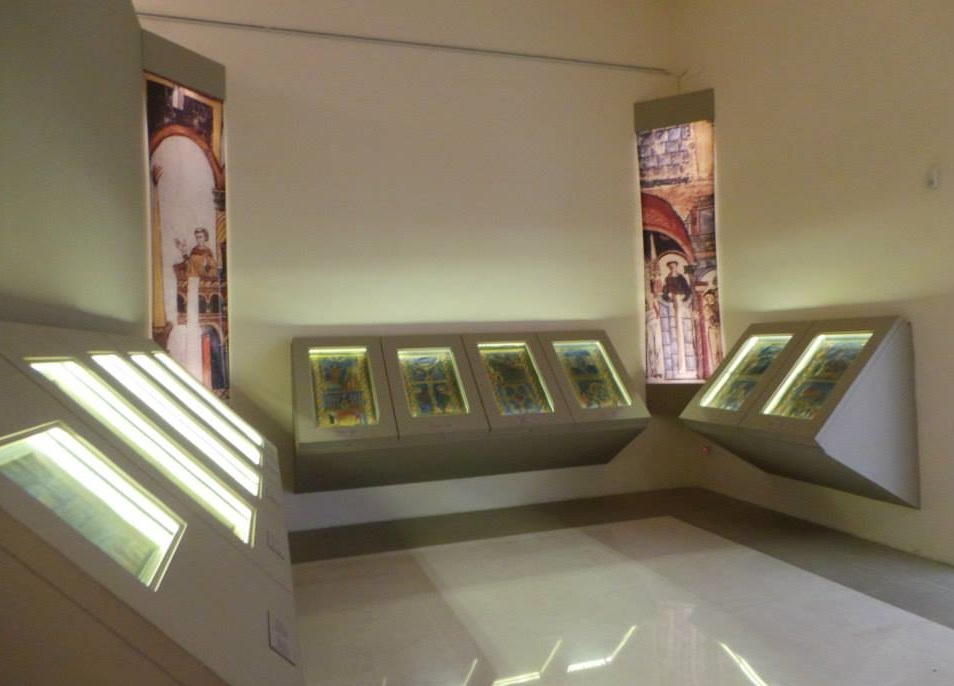
L'Exultet esposto

L'Exultet salernitano rappresenta uno dei rari ma significativi esempi del perdurare in età sveva di intensi scambi culturali tra la Campania e la Sicilia, iniziati nell'ultima fase del periodo normanno.
Le cornici che separano le illustrazioni ripropongono un motivo decorativo simile a quello già utilizzato nell'Exultet conservato nella Biblioteca Casanatense e, a Salerno, nella cornice che racchiude il Santo Apostolo, affresco coevo della chiesa inferiore di Santa Maria de Lama. Il manufatto sembri appartenere ad uno scriptorium salernitano cui era già stato attribuito un rotolo, oggi conservato nella Biblioteca apostolica vaticana. Attualmente smembrato, è esposto in fogli, racchiusi in teche autoclimatizzanti.

### Dal Medioevo al Rinascimento

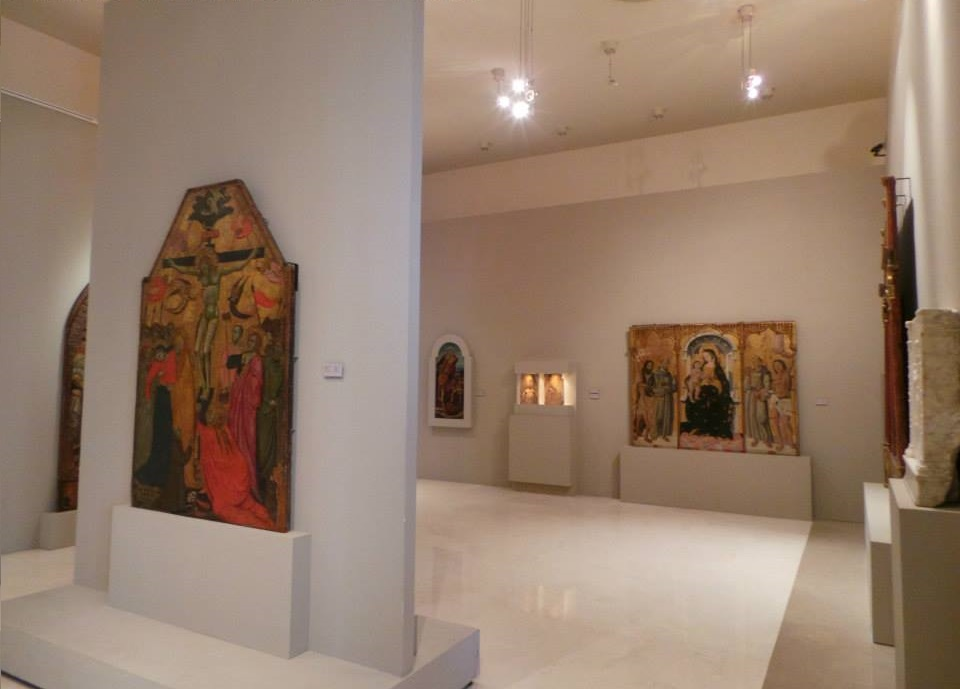
Sala dedicata alle opere dal Medioevo al Rinascimento

I dipinti su tavola, provenienti dalla Cattedrale e dalle altre chiese della Diocesi, offrono un panorama della cultura campana in un arco temporale compreso tra il XIV ed il XVI secolo, cultura fortemente influenzata dagli artisti attivi in Nord e Centro Italia. Rilevanti sono gli influssi giotteschi nella Crocifissione di Roberto d'Oderisio ed i riferimenti a Simone Martini nella Pietà e Santi , proveniente dalla chiesa di San Crispino e Crispiniano, opera del cosiddetto Maestro della Pietà di Salerno, in cui alcuni critici riconoscono Ferrante Maglione.
Un richiamo alla cultura angioino-durazzesca si coglie, inoltre, nell'affresco raffigurante l’Annunciazione, staccato dall'edicola tardo-gotica del vicolo dei Sediari. Di alta qualità le opere che rivelano il passaggio dal gusto tardo-gotico al primo Rinascimento, le quali rivelano le relazioni pittoriche tra Salerno ed il Nord Italia. Si distaccano l’Incoronazione della Vergine, dell'anonimo Maestro dell'Incoronazione di Eboli ed il polittico della Madonna con bambino fra i santi Giovanni Battista, Francesco d'Assisi, Bernardino da Siena e Sebastiano, opera firmata dal salernitano Vincenzo de Rogata, databile alla fine del quattrocento.

### Il Rinascimento

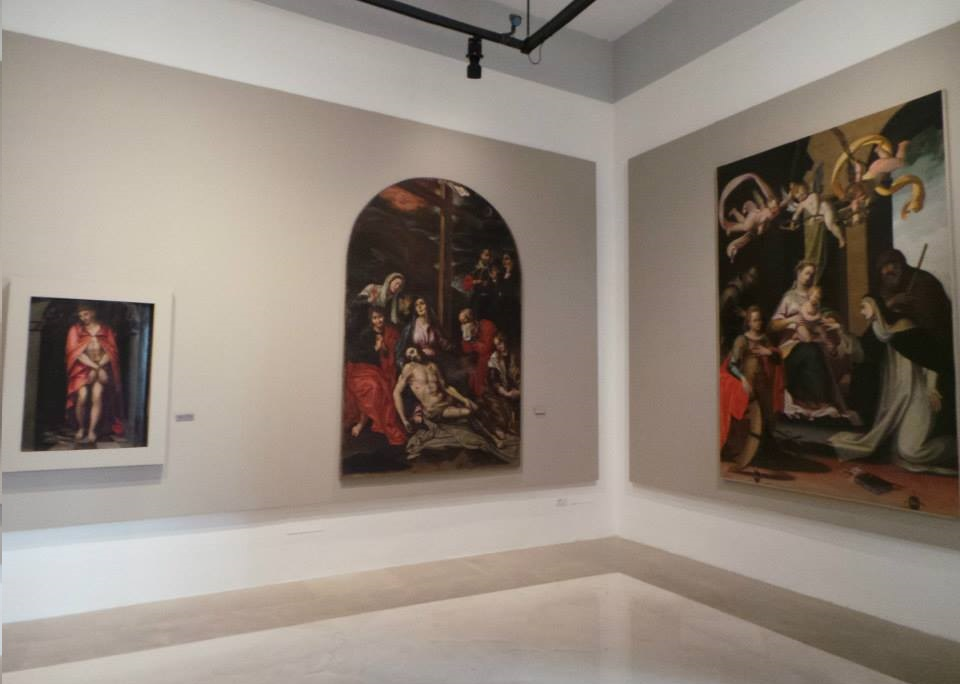
Sala dedicata alle opere del Rinascimento

Le opere d'arte testimoniamo il rinnovamento artistico e culturale dell'età rinascimentale, pervasa dalle tenere atmosfere del primo Raffaello e dalle suggestione leonardesche introdotte al Sud da Cesare da Sesto, di cui fu artefice Andrea Sabatini, nato a Salerno intorno al 1480. L'allestimento della sala illustra la produzione del maestro salernitano e la sua formazione artistica, concentrando l'attenzione sul dipinto di Cesare da Sesto, di proprietà demaniale, L'Adorazione del Bambino e committente, la cui possibile maternità ha oscillato a lungo tra da Sesto e Sabatini. 
Concordemente, però, è stata rilevata la stretta affinità con l'L'Adorazione dei Magi realizzata da Andrea Sabatini per il Duomo di Salerno. La Pietà, realizzata per la cappella del Santissimo nella Cattedrale, risente delle influenze del soggiorno romano di Sabatini, mentre nel Trittico di Nocera e nella Madonna di Costantinopoli è chiara l'influenza di Pedro Machuca e Alonso Berruguete. A Giovanni Bernardo Lama è attribuito il dipinto con l'Ecce Homo.

### Il Seicento

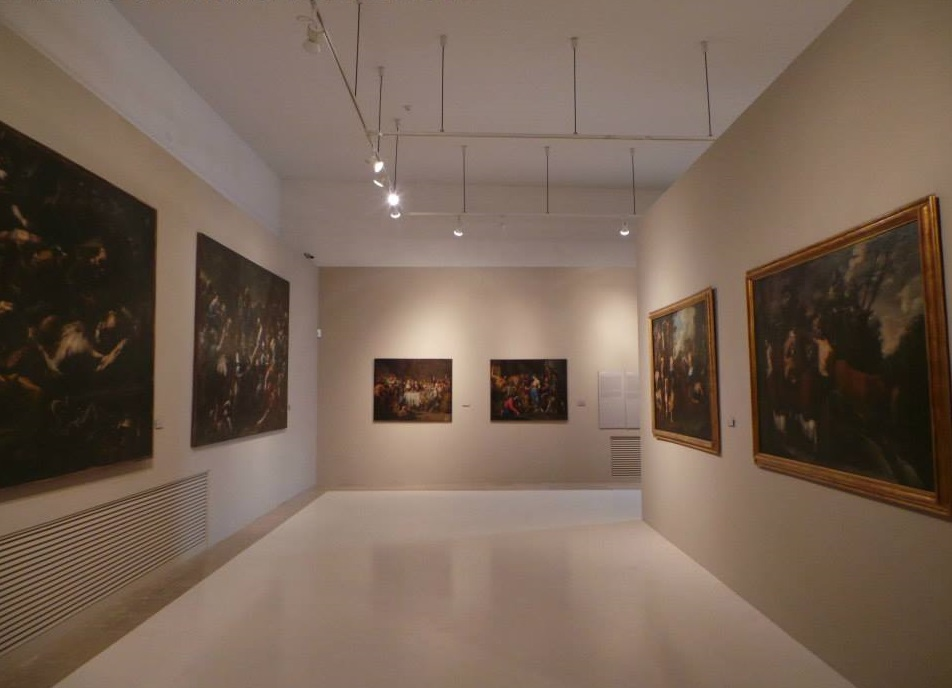
Sala del Seicento

La raccolta seicentesca è costituita quasi esclusivamente da opere di pittura napoletana, prevalentemente di gusto naturalistico con alcune di cultura barocca. Il corpus proviene, per la maggior parte, da donazioni fatte alla Cattedrale dall'arcivescovo Isidoro Sánchez de Luna nel 1772 e dal marchese Giovanni Ruggi d'Aragona. Questo donò alla Cattedrale, con legato testamentario del 1870, parte della sua quadreria, costituita da dipinti di soggetto sacro.
Tra la serie dei dipinti, spiccano la tela con la Giuditta ritratta da Francesco Guarini, ed il David, ascritta ad artista operante nella cerchia di Hendrick van Someren. Alla pittura tenebrosa di Jusepe de Ribera, rimandano invece San Girolamo e San Pietro, mentre la Madonna della Rosa e la Santa Cecilia con Tiburzio e Valeriano sono esemplari di area stanzionesca. All'ultima fase dell'artista piemontese Giovanni Battista Benaschi, sono riconducibili, invece, le grandi tele di soggetto biblico in cui l'autore rivela un'adesione al Barocco di Mattia Preti.

### I reperti lapidei

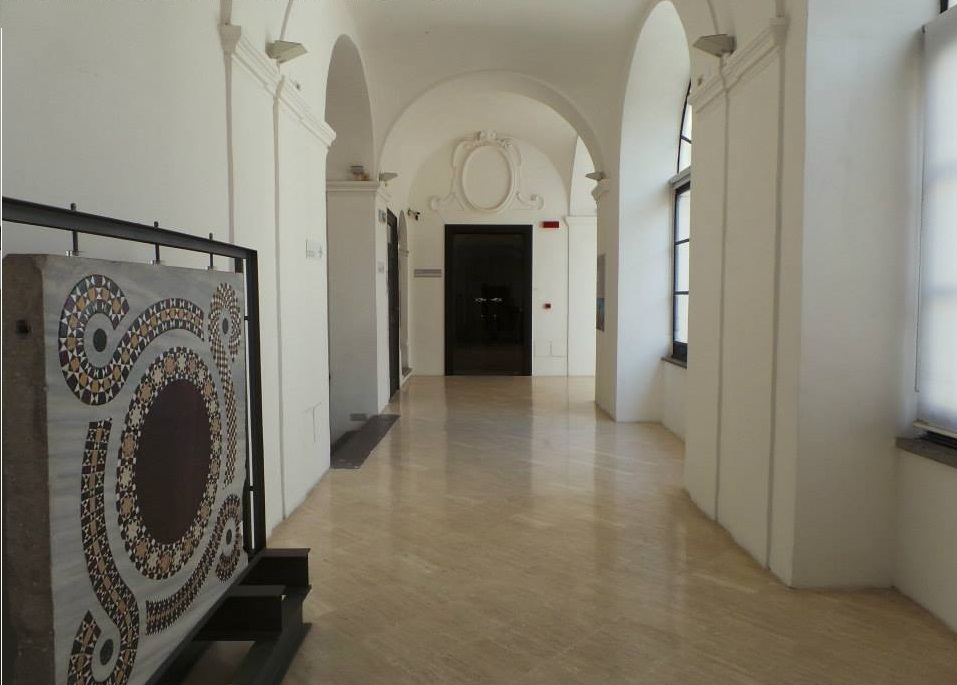
I reperti nei corridoi

Il corridoio del Museo è stato utilizzato per l'esposizione di reperti marmorei per lo più provenienti dalla Cattedrale di Salerno. Sono esposte quattro lastre decorative a mosaico, delle quali quella rettangolare venne realizzata utilizzando il retro di una lastra di un sarcofago romano, decorato con una scena di un banchetto. I preziosi pannelli musivi provengono dal transetto, dove era poggiato l'altare barocco smontato per l'occasione, e dall'iconostasi, eretta in ossequio ai dettami della renovatio dell'XI secolo.
Lungo il braccio nord sono esposti anche due frammenti di cornice rinvenuti come elementi di riutilizzo durante i lavori di restauro della Cattedrale.

## Curiosità
- Il crocifisso ligneo del Medioevo ancora conservato nel museo diocesano è protagonista di una leggenda legata al mago Barliario: sembra che il Cristo abbia chinato la testa in segno di perdono davanti al pentimento dell'alchimista, che aveva passato tre giorni e tre notti in penitenza, per il dolore conseguente alla morte di due suoi nipotini rimasti uccisi nel suo laboratorio di alchimia.
- Da marzo a maggio 2015 è stata in esposizione la copia salernitana della Sacra Sindone. Con tre secoli e mezzo di vita è la copia più antica d'Italia e fu esposta l'ultima ed unica volta nel 1978.[3]